# Statut (Völkerrecht)
Als Statut wird im Bereich des Völkerrechts zumeist ein solcher völkerrechtlicher Vertrag bezeichnet, der  eine internationale Organisation, ein Gericht oder ein sonstiges außenpolitisches Instrument konstituiert (statuiert) und gleichzeitig dessen Verfahrensordnung oder das Recht auf eine eigene Geschäftsordnung festschreibt.
Beispiele für Statuten in diesem Sinne sind:
- das Statut des IGH
- das Rom-Statut des IStGH

Nicht immer tragen diese Verträge das Wort Statut auch im Namen, obwohl sie Einrichtungen vorsehen, so etwa: 
- die Charta der Vereinten Nationen in Bezug auf die UN
- das Seerechtsübereinkommen in Bezug auf den ISGH